# Norrländska mästerskapet i fotboll 1952
Norrländska mästerskapet i fotboll 1952 vanns av Lycksele IF, som besegrade IF Älgarna med 3–0 inför 1 300 åskådare i Lycksele.

## Final
- 6 juli 1952: Lycksele IF–IF Älgarna 3–0